# Лясковський Петро
Петро (Казимир) Лясковський (1870, м. Одеса  — 1920) — отаман УГА, командир 4-ї Золочівської бригади УГА.

## Життєпис
За походженням «наддніпрянець».
В УГА з січня 1919 року. У ході формування 4-ї Золочівської бригади УГА він із старшинами організував вісім батарей, приймав бойову техніку й артилеристів, які надходили з УНР і створив 4-й гарматний полк, який був добре укомплектований особовим складом і командирами. 
Сформовані Лясковським та його старшинами гарматні батареї утворили три артгрупи: «Північ» у районі Дублян і Брюхович, «Схід» (у складі 4-го полку) в Ляшках Мурованих і Сороках та «Південь» у складі чотирьох батарей Володимира Ґалана – у Підбірцях, Винниках і Чишках, які значно зміцнили фронт і постійно загрожували Львову.
Після відходу УГА за Збруч, 21 липня 1919 прийняв командування 4-ї Золочівської бригади УГА, оскільки полковник Степан Чмелик перейшов на службу до канцелярії Диктатора ЗУНР.
20 листопада 1919 року на чолі свого 4-го гарматного полку перешкодив дезертирству вояків-гарматників з інших частин УГА після підписання угоди із Добровольчою армією.
Розстріляний більшовиками у 1920 році.